# Trnové Pole
Trnové Pole (en allemand : Dornfeld) est une commune du district de Znojmo, dans la région de Moravie-du-Sud, en Tchéquie. Sa population s'élevait à 120 habitants en 2020.

## Géographie
Trnové Pole se trouve à 8 km à l'est du centre de Miroslav, à 28 km à l'est-nord-est de Znojmo, à 32 km au sud-sud-est de Brno et à 191 km au sud-est de Prague.
La commune est limitée par Olbramovice et Branišovice au nord, par Vlasatice à l'est, par Troskotovice et Jiřice u Miroslavi au sud, et par Suchohrdly u Miroslavi et Našiměřice à l'ouest.

## Histoire
La première mention écrite de la localité date de 1785.